# 44 Dywizjon Rakietowy Obrony Powietrznej
44 dywizjon rakietowy Obrony Powietrznej (44 dr OP) – samodzielny pododdział Wojska Polskiego
Dywizjon sformowany został w 1970 w Ustce jako 44 dywizjon ogniowy OPK. Podlegał dowódcy 4 Gdyńskiej Brygady Rakietowej Obrony Powietrznej. Zasadniczym uzbrojeniem jednostki był przeciwlotniczy zestaw rakietowy S-75 Wołchow. Dywizjon rozformowany został w roku 1992.

## Dowódcy dywizjonu
- 1971–1981 – ppłk Mieczysław Piechocki
- 1981–1984 – mjr Waldemar Piankowski
- 1984–1992 – ppłk Antoni Bilski